# Тампа-Бэй Мьютини
«Тампа-Бэй Мьютини» (англ. Tampa Bay Mutiny) — бывший американский футбольный клуб из города Тампа, штат Флорида, выступавший в MLS, высшей лиге США.

## История
На протяжении всего своего существования клуб принадлежал и управлялся лигой. В 1996 году, в первом розыгрыше чемпионата MLS, «Тампа-Бэй Мьютини» победил в регулярном чемпионате, этот успех стал первым и последним значимым достижением в недолгой истории клуба. В 1999 году клуб перебазировался с арены «Тампа Стэдиум» на новый «Реймонд Джеймс Стэдиум», на котором была значительно более высокая цена аренды. С момента основания клуб приносил лиге убытки — в среднем 2 миллиона долларов в год. Не найдя для клуба инвестора-оператора, 8 января 2002 года MLS объявила о ликвидации «Тампа-Бэй Мьютини» вместе с другим флоридским клубом «Майами Фьюжн».

## Достижения
- Победитель регулярного сезона MLS (1): 1996

## Результаты клуба по сезонам
| Год  | Регулярный сезон | Очки | Плей-офф | Кубок США        |
| ---- | ---------------- | ---- | --- | ---------------- |
| 1996 | 1-й на Востоке*  | 58   | Победа в полуфинале конференции над «Коламбус Крю» 2:1 Поражение в финале конференции от «Ди Си Юнайтед» 0:2 | Четвертьфиналист |
| 1997 | 2-й на Востоке   | 45   | Поражение в полуфинале конференции от «Коламбус Крю» 0:2                                                     | Четвертьфиналист |
| 1998 | 5-й на Востоке   | 34   | Не квалифицировался                                                                                          | Четвертьфиналист |
| 1999 | 3-й на Востоке   | 32   | Поражение в полуфинале конференции от «Коламбус Крю» 0:2                                                     | Четвертьфиналист |
| 2000 | 2-й в Центре     | 52   | Поражение в полуфинале конференции от «Лос-Анджелес Гэлакси» 0:2                                             | 1/8 финала       |
| 2001 | 4-й в Центре     | 14   | Не квалифицировался                                                                                          | 1/16 финала      |

* Победа в регулярном сезоне MLS

## Средняя домашняя посещаемость
- 1996: 11 679
- 1997: 11 338
- 1998: 10 312
- 1999: 13 106
- 2000: 9 452
- 2001: 10 479
- Средняя домашняя посещаемость за все годы: 11 106

## Список тренеров
- Томас Ронген (1996)
- Джон Ковальский (1997—1998)
- Тим Ханкинсон (1998—2000)
- Альфонсо Мондело (2001)
- Перри Ван дер Бек (2001)